# Duga Resa
Duga Resa – miasto w Chorwacji, w żupanii karlowackiej, siedziba miasta Duga Resa. W 2011 roku liczyła 6011 mieszkańców.
Leży na wysokości 134 m n.p.m., nad rzeką Mrežnicą, 11 km na południowy zachód od Karlovaca. Przebiegają przez nią drogi z Karlovaca do Rijeki i Senja.
Miejscowa gospodarka oparta jest na rolnictwie, przemyśle meblarskim i obuwniczym oraz turystyce.
Miejscowość powstała po oddaniu do użytku linii kolejowej z Karlovaca do Rijeki, które miało miejsce w 1873 roku. Wybudowanie elektrowni wodnej na Mrežnicy umożliwiło rozwój przemysłu bawełnianego.